# Sumner Sewall

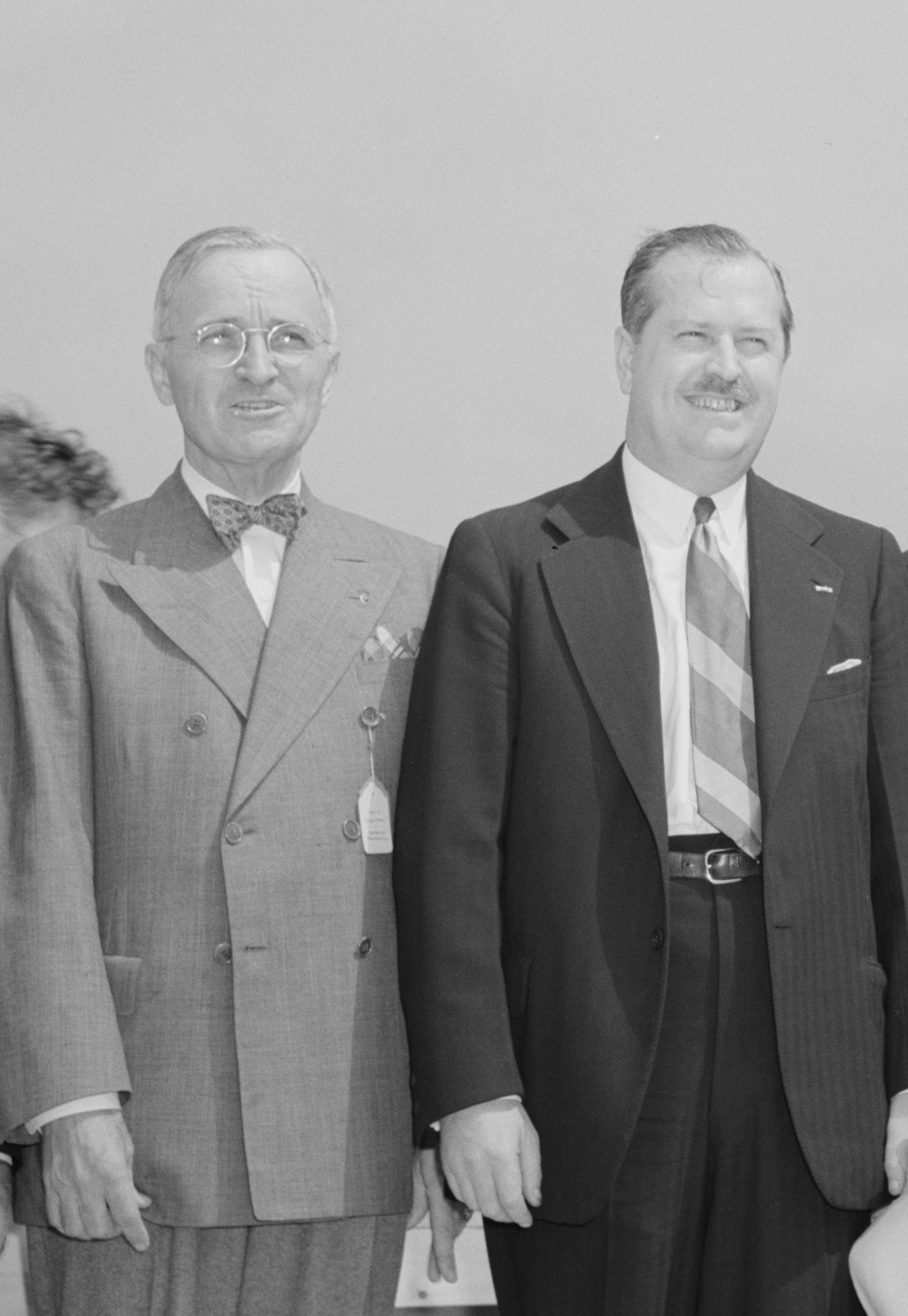
Sumner Sewall (rechts) mit dem späteren US-Präsidenten Harry S. Truman (1942)

Sumner Sewall (* 17. Juni 1897 in Bath, Maine; † 25. Januar 1965 ebenda) war ein US-amerikanischer Politiker der Republikanischen Partei und Gouverneur des Bundesstaates Maine.

## Frühe Jahre und politischer Aufstieg
Sewall brach 1917 sein Studium an der Harvard University ab, um im Ersten Weltkrieg für die United States Army zu kämpfen. Er diente zunächst im Sanitätsdienst und in der Fernmeldetruppe; später wurde er Kampfpilot. Er erhielt für seinen Einsatz zahlreiche Auszeichnungen, unter anderem das Distinguished Service Cross, das Croix de guerre und den Orden der Ehrenlegion. Nach seiner Rückkehr aus dem Krieg beendete er zunächst seine Ausbildung mit einem Studium an der Yale University. Dann war er unter anderem auf den mexikanischen Ölfeldern, bei einer spanischen Bank und einer Zuckerplantage auf Kuba angestellt. Einige Zeit arbeitete er auch für die Ford-Werke in Detroit. Dann wurde er Manager der Colonial-Air-Transport-Fluggesellschaft, die den ersten Luftpostvertrag in den USA erhielt. Außerdem war er in leitender Funktion bei United Airlines tätig.
Seine politische Laufbahn begann 1933 als Stadtrat in seiner Heimatstadt Bath. Während sein Großvater Arthur Sewall noch der Demokratischen Partei angehört hatte und 1896 deren Kandidat für die Vizepräsidentschaft an der Seite von William Jennings Bryan gewesen war, schloss sich Sumner Sewall den Republikanern an, für die er 1934 in das Repräsentantenhaus von Maine gewählt wurde; zwei Jahre später folgte die Wahl in den Staatssenat, dem er bis 1940 angehörte. Seit 1938 war er Präsident dieser Parlamentskammer.

## Gouverneur von Maine
1940 wurde Sewall zum Gouverneur von Maine gewählt; dieses Amt füllte er zwei Legislaturperioden lang aus. Unter seiner Führung gelang es, Skandale in der Staatsregierung aufzudecken und ein Mindestlohn-Gesetz für Lehrer im öffentlichen Dienst durchzusetzen. Sewells Amtszeit als Gouverneur wurde von den Ereignissen des Zweiten Weltkrieges geprägt. Seit dem 7. Dezember 1941, dem Tag des japanischen Angriffs auf Pearl Harbor, befanden sich die USA im Kriegszustand mit Japan, kurz darauf auch mit Deutschland und Italien. In Maine musste, wie in den anderen Bundesstaaten, die Industrieproduktion auf den Rüstungsbedarf umgestellt werden. Auf der anderen Seite mussten junge Männer gemustert und den Streitkräften als Soldaten zugeführt werden. Aufgrund seines Werdegangs und seiner Erfahrungen auf den verschiedensten Gebieten war Sewall für die Aufgabe des Kriegsgouverneurs bestens geeignet.

## Weiterer Lebenslauf
Nach dem Ende seiner zweiten Amtszeit im Januar 1945 war Sewall zunächst ein Jahr lang Präsident der Fluglinie American Overseas Airlines; danach übernahm er im besetzten Deutschland von 1946 bis 1947 das Amt eines Militärgouverneurs für Württemberg-Baden. Zurück in der Heimat wollte er für den vakanten Sitz des Staates Maine im US-Senat kandidieren; ein dritter Platz mit deutlichem Abstand nach oben bei den parteiinternen Vorwahlen setzte diesen Hoffnungen und damit gleichzeitig seiner politischen Karriere ein Ende.
Sumner Sewall war seit 1929 mit Helen Ellena Evans verheiratet. Das Paar hatte einen Sohn namens David. Der Ex-Gouverneur verstarb am 25. Januar 1965.